# Prémie Jana Friče

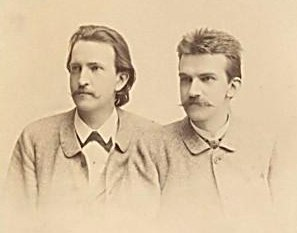
Bratři Fričové - Josef Jan (vlevo) a Jan Ludvík (vpravo), po němž je Prémie pojmenovaná.

Prémie Jana Friče, nebo též Fričova prémie (angl. Jan Frič Award), je ocenění pro mladé vědecké pracovníky Astronomického ústavu AV ČR do 35 let věku. Prémie se uděluje za výsledky, které přispívají k prestiži Astronomického ústavu AV ČR v mezinárodním srovnání, od jejichž zveřejnění neuplynulo více než pět let a které byly publikovány pod hlavičkou ústavu. Při jejím udělení přednese laureát přednášku a dostane diplom.

## Jan Ludvík Frič
Prémie Jana Friče je pojmenována po mladším z bratrů Fričových, který se společného snu vybudování hvězdárny v Ondřejově nedožil. Prémie se uděluje od roku 2009 vždy k datu blízkému nenadálému úmrtí Jana Friče, tedy k 21. lednu. Astronomický ústav AV ČR tak zároveň uctívá jeho památku. 
Jan Frič (13. února  1863, Paříž – 21. ledna 1897, Praha) byl nejenom fyzik a chemik, ale také podnikatel. S bratrem  Josefem Fričem  založili továrnu na výrobu opticko-mechanických přístrojů  „Josef a Jan Frič“. Společně se věnovali také astronomii, především astronomické fotografii. Hvězdárnu v Ondřejově už ale v roce 1898 založil pouze Josef Frič, protože jeho mladší bratr v roce 1897 zemřel ve svých 34 letech na pooperační komplikace.

## Laureáti
- 2009 - Adéla Kawka, Ph.D.
- 2010 - Mgr. Jan Jurčák, Ph.D.
- 2011 - Mgr. Richard Wünsch, Ph.D.
- 2012 - Mgr. Michal Švanda, Ph.D. - za soubor prací "Rychlostní pole ve svrchní vrstvě sluneční konvektivní zóny"
- 2013 - RNDr. Jiří Svoboda, Ph.D. - za soubor prací "Studium černých děr v aktivních galaktických jádrech"
- 2014 - Mgr. Frédéric Marin, Ph.D. - za soubor prací "Zkoumání aktivních galaktických jader pomocí polarizace záření v infračerveném / optickém / ultrafialovém / rentgenovém oboru"
- 2015 - Mgr. Ondřej Kopáček, Ph.D. - za soubor prací "Deterministický chaos v magnetosféře černých děr"
- 2016 - Mgr. Maciej Zapiór, Ph.D. - za soubor prací "Dynamika slunečních protuberancí"
- 2017 - Dorottya Szécsi, Ph.D. - za práci "Mass Loss in Massive Stars" [2]
- 2018 - Dr. Rhys Taylor, Ph.D. - za soubor prací "Původ temných extragalaktických oblaků neutrálního vodíku" [3]
- 2019 - Olga Maryeva, Ph.D. - za soubor prací "Studium masivních hvězd v pozdních vývojových stadiích a jejich okolí" [4]
- 2020 - RNDr. Petra Suková, Ph.D. - za soubor prací "Chaos and nonlinear régime in the dynamics around black holes" [5]
- 2021 - Galina Motorina, Ph.D. - za soubor prací "Mnohakanálové studium slunečních erupcí a souvisejících jevů" [6]
- 2022 - Mgr. Ján Šubjak, Ph.D. - za práci "Fotometrická a spektroskopická charakterizace subhvězdných společníků hvězd" [7]
- 2023 - Mgr. Petr Fatka, Ph.D. -  za soubor prací "Objevy a prozkoumání nových planetkových párů a klastrů" [8]
- 2024 - RNDr. Václav Pavlík, Ph.D. - za soubor prací "Podrobná studie hvězdné dynamiky a vývoje hvězdokup" [9]